# Leuchtturm Urk
Der Vuurtoren van Urk ist ein Leuchtturm (niederländisch Vuurtoren) von 18,5 m Höhe in der niederländischen Gemeinde Urk. Er liegt auf dem höchsten Punkt der Provinz Flevoland. Der Bau des heutigen Leuchtturms begann im Jahre 1844, er wird seit einigen Jahren vollautomatisch betrieben.
Bereits ab 1617 wurde in Urk ein Kohlenfeuer zur Orientierung für die Fischer der Gemeinde und für die von Amsterdam in Richtung Nordsee fahrenden Schiffe unterhalten. Im Jahr 1837 entstand eine viereckige Bake, die aber bereits 1844 wieder abgebrochen wurde. An deren Stelle wurde stattdessen der auch heute noch existierende Leuchtturm in Backsteinbauweise errichtet.
Der Leuchtturm in Urk ist der einzige Leuchtturm am IJsselmeer und Markermeer, der mit einer stehenden Lampe und einer sich drehenden Fresnel-Linse betrieben wird.